# Duc de Newcastle

Armoiries de l'illustre famille noble de Clinton, comtes de Lincoln puis ducs de Newcastle (3e.création)

Le titre de duc de Newcastle-upon-Tyne (en anglais : Duke of Newcastle-upon-Tyne) fut créé à trois reprises dans les pairies d'Angleterre et de Grande-Bretagne. Le titre de duc de Newcastle-under-Lyne ne fut créé qu'une seule fois. Il s'écrit bien Lyne bien qu'il soit nommé d'après Newcastle-under-Lyme.

## Histoire du titre
Le titre de comte de Newcastle-upon-Tyne fut créé pour la première fois pour Ludovic Stuart, 2e duc de Lennox, en 1623, en tant que titre subsidiaire au titre de duc de Richmond. Le titre s'éteint à sa mort en 1624. 
En 1620, William Cavendish reçoit le titre de vicomte Mansfield. Le titre de comte de Newcastle-upon-Tyne est recréé pour lui en 1628, avec le titre subsidiaire de baron Cavendish de Bolsover. En 1643, il est créé marquis de Newcastle-upon-Tyne, et finalement duc de Newcastle-upon-Tyne en 1665, avec le titre subsidiaire de comte d'Ogle. En 1629, à la mort de sa mère, il avait hérité du titre ancien de baron Ogle. Son fils Henry Cavendish (1630-1691) hérita de tous ces titres de la pairie d'Angleterre. Ils s'éteignirent à sa mort en 1691, à part la baronnie d'Ogle qui devint vacante.
Le titre ducal fut également été créé en faveur de John Holles, 4e comte de Clare en 1694, avec le titre subsidiaire de marquis de Clare. Quand il mourut en 1711, le titre s'éteignit, mais ses domaines passèrent à son neveu Thomas Pelham, 1er comte de Clare, qui reçut en 1715 le titre lors de sa troisième création, encore avec le titre subsidiaire de marquis de Clare. 
En 1757, il reçut le titre additionnel de duc de Newcastle-under-Lyne (contrairement au précédent, appelé Newcastle-upon-Tyne, et non Newcastle-under-Lyme). Quand Pelham mourut en 1768, le titre ducal de Newcastle-upon-Tyne s'éteignit, mais le titre de Newcastle-under-Lyne passa à l'époux de sa nièce, Henry Pelham-Clinton, 9e comte de Lincoln. Ce titre de duc s'éteignit également en 1988 avec la mort du dixième duc sans héritier mâle, Edward Pelham-Clinton. Le titre ancien de comte de Lincoln passa à un lointain cousin, le 18e comte et ses héritiers.
Les deux sièges de cette famille étaient le château de Nottingham et Clumber Park, le second ayant été démoli en 1930.
Le titre de comte de Newcastle, dans la pairie jacobite, fut créé en 1692 en faveur de Piers (ou Pierce) Butler, 3e vicomte Galmoye, qui épousa, en mars 1695, Henrietta FitzJames, veuve d'Henry Waldegrave, 1er baron Waldegrave et fille naturelle du roi Jacques II et de sa maîtresse Arabella Churchill.

## Liste des comtes et ducs de Newcastle

### Comte Newcastle-upon-Tyne (1623)
- 1623-1624 : Ludovic Stuart (1574-1623), 2e duc de Lennox.

### Duc de Newcastle-upon-Tyne, première création (1665)
- 1665-1676 : William Cavendish (1593?-1676) ;
- 1676-1691 : Henry Cavendish (1630-1691).

### Duc de Newcastle-upon-Tyne, deuxième création (1694)
- 1694-1711 : John Holles (1662-1711).

### Duc de Newcastle-upon-Tyne, troisième création (1715)
- 1715-1768 : Thomas Pelham-Holles (1693-1768), créé duc de Newcastle-under-Lyne en 1757.

### Duc de Newcastle-under-Lyne (1757-1988)
Ces ducs tiennent les deux titres de ducs de Newcastle.
- 1757-1768 : Thomas Pelham-Holles (1693-1768), 1er duc de Newcastle-upon-Tyne et 1er duc de Newcastle-under-Lyne ;
- 1768-1794 : Henry Fiennes Pelham-Clinton (1720-1794), 2e duc de Newcastle et 9e comte de Lincoln (1756) ;
- 1794-1795 : Thomas Pelham-Clinton (1752-1795), 3e duc de Newcastle et 10e comte de Lincoln ;
- 1795-1851 : Henry Pelham Pelham-Clinton (1785-1851), 4e duc de Newcastle et 11e comte de Lincoln ;
- 1851-1864 : Henry Pelham Pelham-Clinton (1811-1864), 5e duc de Newcastle et 12e comte de Lincoln ;
- 1864-1879 : Henry Pelham Alexander Pelham-Clinton (1834-1879), 6e duc de Newcastle et 13e comte de Lincoln ;
- 1879-1928 : Henry Pelham Archibald Douglas Pelham-Clinton (1864-1928), 7e duc de Newcastle et 14e comte de Lincoln ;
- 1928-1941 : Henry Francis Hope Pelham-Clinton-Hope (1866-1941), 8e duc de Newcastle et 15e comte de Lincoln ;
- 1941-1988 : Henry Edward Hugh Pelham-Clinton-Hope (1907-1988), 9e duc de Newcastle et 16e comte de Lincoln ;
- 1988: Edward Charles Pelham-Clinton (1920-1988), 10e duc de Newcastle et 17e comte de Lincoln.

Le titre ducal est éteint.